# Алёшинское сельское поселение (Сасовский район)
Алёшинское се́льское поселе́ние — муниципальное образование в Сасовском районе Рязанской области России.

## История
Образовано в результате муниципальной реформы 2006 г. на территории Алёшинского сельского округа (центр Алёшино) — с возложением административного управления на село Алёшино.

## Население
| 2010  | 2012  | 2013  | 2014  | 2015  | 2016  | 2017  |
| ----- | ----- | ----- | ----- | ----- | ----- | ----- |
| 1155  | ↘1150 | ↘1132 | ↘1129 | ↘1116 | ↗1117 | ↘1104 |
| 2018  | 2019  | 2020  | 2021  |       |       |       |
| ↘1078 | ↘1070 | ↘1047 | ↗1051 |       |       |       |

## Административное устройство
Образование и административное устройство сельского поселения определяются законом Рязанской области от 07.10.2004 № 96-ОЗ.
Границы сельского поселения определяются законом Рязанской области от 08.12.2008 № 189-ОЗ.

## Населённые пункты
В состав сельского поселения входят 6 населённых пунктов:
| Населённый пункт  | Статус  | Население, человек | Год  | % от населения поселения | Расстояние до центра поселения, км | Расстояние до райцентра, км | Примечание |
| ----------------- | ------- | ------------------ | ---- | ------------------------ | ---------------------------------- | --------------------------- | ---------- |
| Алёшино           | село    | 817                | 2010 | 77.7                     | —                                  | 10                          |            |
| Калиновец         | село    | 48                 | 2010 | 4.6                      | 5                                  | 15                          |            |
| Лосино-Островское | посёлок | 0                  | 2010 | 0                        | 7                                  | 17                          | Нежилой    |
| Лукьяново         | деревня | 89                 | 2010 | 8.5                      | 7                                  | 3                           |            |
| Саблино           | село    | 114                | 2010 | 10.8                     | 4                                  | 6                           |            |
| Ярново            | село    | 87                 | 2010 | 8.3                      | 2                                  | 12                          |            |